# Крушевска река (Гърция)
Крушевската река или Крушовица (на гръцки: Αχλαδόρεμα, до 1969 година Κρουσοβίτης, Κρούσοβο Ρέμα) е река в Егейска Македония, Гърция, десен приток на Лещенската река (Фарасино).
Реката извира под името Вангелина река на българската граница, южно под гранична пирамида № 130. Тече на юг и излиза в малка котловина, в която е разположено бившето село село Крушево. Продължава на юг и  веднага след каменния Крушевски мост се влива в Лещенската река.
На реката има красиви каскадни (3 - 5) водопади.